# Port Sudan

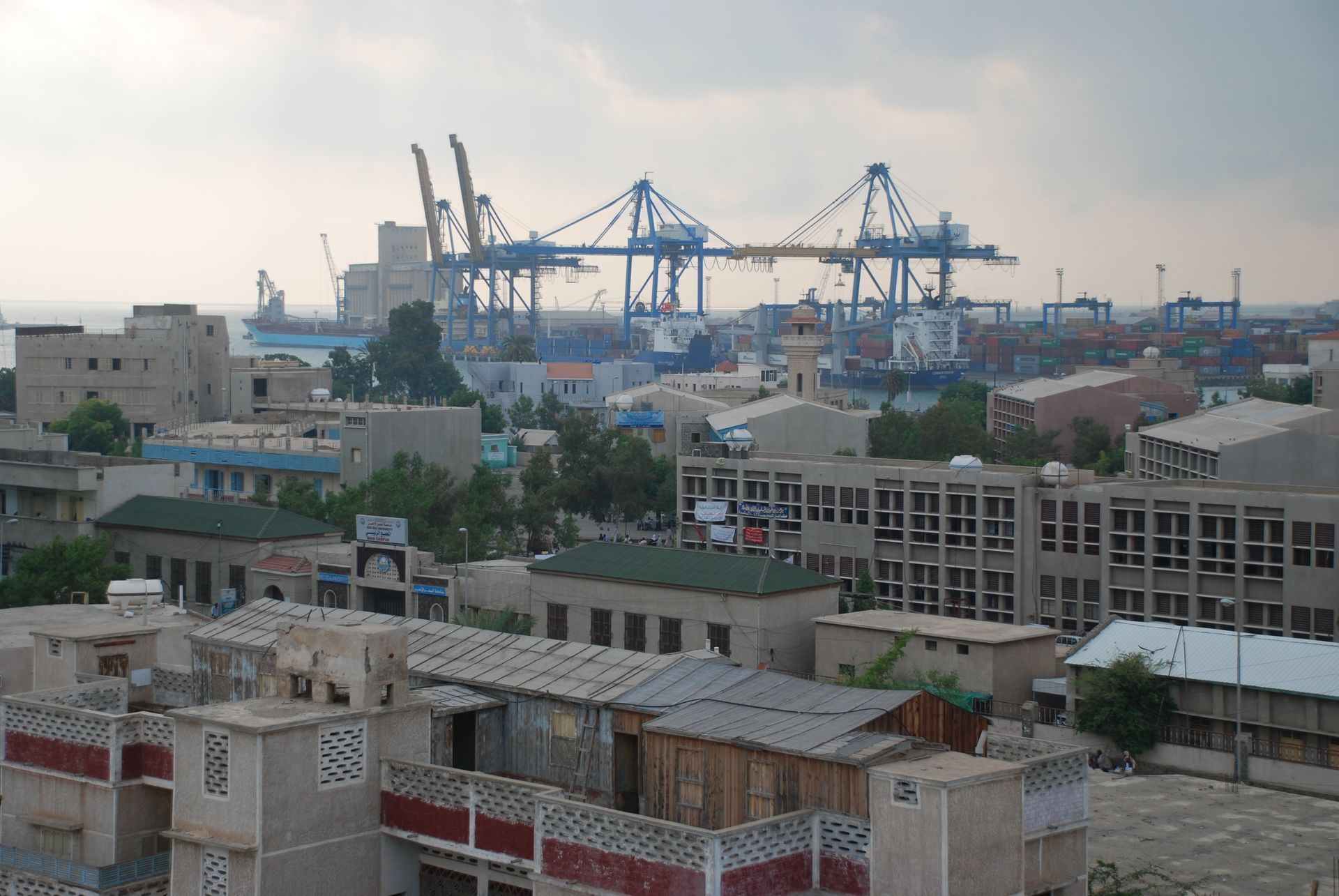
Widok na nabrzeże portowe w mieście

Port Sudan (arab. بور سودان) – miasto w Sudanie, nad Morzem Czerwonym, stolica wilajetu Prowincja Morza Czerwonego. Około 300 tys. mieszkańców.

## Historia
Port Sudan został założony przez Brytyjczyków w 1909 jako końcowa stacja linii kolejowej łączącej Morze Czerwone z rzeką Nil. Znajduje się tu port, który przejął funkcje portu w Sawakinie. Linia kolejowa przebiegająca przez miasto była używana do transportu przeznaczonych na eksport bawełny, sezamu i sorgo uprawianych nad Nilem.

## Klimat
Port Sudan leży w strefie ciepłej klimatu pustyń (Bwh) – według klasyfikacji klimatów Köppena – z ekstremalnie gorącym sezonem letnim oraz umiarkowanie gorącymi zimami. Funkcjonowanie miasta w takich warunkach wymaga ciągłego dostarczania świeżej wody z Wadi Arba’at (wzgórza niedaleko miasta) i miejscowych salin. Temperatury łatwo przekraczają 30 °C w zimie i 45 °C latem. 90% rocznych opadów przypada na okres październik–styczeń, głównie listopad, w którym został zanotowany rekord opadów (182 mm) w 1947. Jednakże najobfitsze opady roczne zanotowano od lipca 1923 do lipca 1924, kiedy spadło 231 mm deszczu. Średnia roczna suma opadów wynosi 76 mm. W ciągu całej historii pomiarów od stycznia 1983 do czerwca 1984 nie zanotowano żadnych opadów deszczu. Średnia roczna temperatura wynosi 28,4 °C.
| Miesiąc                                      | Sty   | Lut   | Mar   | Kwi  | Maj   | Cze  | Lip   | Sie   | Wrz  | Paź   | Lis  | Gru   | Roczna |
| -------------------------------------------- | ----- | ----- | ----- | ---- | ----- | ---- | ----- | ----- | ---- | ----- | ---- | ----- | ------ |
| Rekordy maksymalnej temperatury [°C]         | 33.8  | 32.0  | 35.0  | 38.2 | 45.7  | 46.0 | 46.3  | 46.4  | 46.1 | 39.4  | 34.7 | 33.6  | 46,4   |
| Średnie temperatury w dzień [°C]             | 26.8  | 27    | 28.8  | 31.4 | 35    | 38.5 | 40.1  | 40.2  | 37.4 | 33.4  | 30.8 | 28.8  | 33,2   |
| Średnie dobowe temperatury [°C]              | 23.3  | 23    | 24.3  | 26.5 | 29.3  | 32.2 | 34.1  | 34.5  | 32.1 | 29.3  | 27.3 | 24.7  | 28,4   |
| Średnie temperatury w nocy [°C]              | 19.7  | 19.0  | 19.9  | 21.6 | 23.7  | 25.9 | 28.2  | 28.9  | 26.8 | 25.3  | 23.8 | 21.3  | 23,7   |
| Rekordy minimalnej temperatury [°C]          | 11.4  | 13.3  | 14.2  | 14.6 | 17.4  | 20.8 | 22.2  | 23.0  | 22.2 | 17.5  | 17.5 | 13.8  | 11,4   |
| Opady deszczu [mm]                           | 7.2   | 0.9   | 0.9   | 0.2  | 1.1   | 0.2  | 3.8   | 1.4   | 0.0  | 13.9  | 35.0 | 10.0  | 76,1   |
| Średnia liczba dni deszczowych               | 1.2   | 0.2   | 0.2   | 0.3  | 0.3   | 0.1  | 0.8   | 0.3   | 0    | 1.2   | 4.1  | 1.7   | 10,4   |
| Wilgotność [%]                               | 69    | 70    | 69    | 65   | 58    | 50   | 49    | 50    | 60   | 72    | 72   | 71    | 63     |
| Średnie usłonecznienie [h]                   | 195.3 | 226.8 | 282.1 | 306  | 322.4 | 285  | 272.8 | 288.3 | 282  | 297.6 | 225  | 213.9 | 3197,2 |
| Źródło: NOAA 2016-07-05                      |       |       |       |      |       |      |       |       |      |       |      |       |        |
| Źródło #2: Hong Kong Observatory, 2016-07-05 |       |       |       |      |       |      |       |       |      |       |      |       |        |

## Demografia i gospodarka
Jako że miasto jest głównym portem handlowym i rybackim Sudanu, jego populacja zwiększyła się znacznie w XX wieku. Port Sudan jest ośrodkiem przemysłu rafineryjnego, spożywczego (warzelnie soli, zakłady przetwórstwa mięsnego) i tekstylnego (oczyszczalnie bawełny).
| Rok  | Populacja               |
| ---- | ----------------------- |
| 1906 | 4289                    |
| 1960 | 61 000 (w przybliżeniu) |
| 1973 | 132 632                 |
| 1983 | 206 038                 |
| 1993 | 308 195                 |
| 2008 | 394 561                 |
| 2016 | 489 725                 |

## Transport
Miasto jest stacją węzłową kolei sudańskich. Zbiegają się w nim trasy Atbara–Port Sudan (ruch towarowy i osobowy) i Kassala–Port Sudan (nieużywana).

## Współpraca
- Dżibuti, Dżibuti